# BirGün
BirGün (тур. БирГюн — «Однажды») — турецкая газета левого толка. Основана 14 апреля 2004 года в Стамбуле.
Большинство колумнистов газеты — члены и сторонники турецкой Партии свободы и солидарности.
В марте 2016 года главный редактор газеты Барыш Индже был осуждён за оскорбление президента Турции Реджепа Тайипа Эрдогана к 21 месяцам лишения свободы. Поводом стала статья о коррупции, опубликованная в газете.

## Известные колумнисты
- Боратав, Коркут
- Динк, Грант
- Ондер, Сырры Сюрейя
- Текин, Харун
- Темелкуран, Эдже